# Jakub Barac
Jakub Barac (* 4. srpna 1996) je český fotbalista, který hraje za FC Silon Táborsko. Se Slovanem Liberec hrál nejvyšší českou soutěž a Evropskou ligu.
Barac se v létě 2020 připojil k Liberci na hostování z Varnsdorfu. Hrál v Evropské lize, nastoupil jako náhradník do zápasu s Crvenou zvezdou Bělehrad.
V lednu 2021 přestoupil do Dukly Praha, smlouvu podepsal do června 2023. 
Dne 5. září 2024 podepsal Barac smlouvu se Silonem Táborsko. 